# Perversão
Perversão vem do latim pervertere que corresponde o ato ou efeito de perverter, tornar-se perverso, corromper, desmoralizar, depravar, alterar. É um termo usado para designar o desvio, por parte de um indivíduo ou grupo, de qualquer dos comportamentos humanos considerados normais e/ou ortodoxos para um determinado grupo social, sobretudo comportamentos sexuais que se considerem anormais, repulsivos ou obsessivos. Os conceitos de normalidade e anormalidade, no entanto, variam no tempo e no espaço, em função de várias circunstâncias.
A definição de perversão difere da definição de desvio, pois o último abrange áreas de comportamento (como crimes) para as quais a perversão seria um termo muito forte. Muitas vezes é considerado depreciativo e, na literatura psicológica, o termo parafilia foi usado como um substituto, embora esse termo seja controverso e, às vezes, o desvio seja usado em seu lugar.

## Definição
O significado original per vertio, por sua vez derivado de per vertere, remete à noção de "pôr de lado", ou "pôr-se à parte".
Nesse contexto, qualquer conceito pode ser "pervertido". Sejam os conceitos mais abstratos, como os de conservação, de nutrição, de reprodução, etc, como os conceitos mais concretos. Pode-se dizer que uma versão moderna de uma obra clássica, por exemplo Romeu e Julieta, é uma perversão da história original.

## História do conceito
Uma visão é que o conceito de perversão é subjetivo, e sua aplicação varia dependendo do indivíduo. Outra visão considera que a perversão é uma degradação de uma moralidade objetivamente verdadeira. Com origem na década de 1660, um pervertido foi originalmente definido como "alguém que abandonou uma doutrina ou sistema considerado verdadeiro, apóstata". O sentido de um pervertido como um termo sexual emergiu em 1896 e foi aplicado originalmente a variantes de sexualidades ou comportamento sexual considerado prejudicial pelo indivíduo ou grupo que usa o termo.
Historicamente, perversões de conceitos morais foram atribuídas a perturbações de ordem psíquica, que dariam origem a tendências afetivas e morais contrárias às do ambiente social do pervertido (FOUCAULT, 1984).
Numa perspectiva sócio-histórica e clínica, a perversão poderia-se constituir em uma única anomalia psíquica do indivíduo, ou fazer-se acompanhar por alguma doença mental intercorrente. O comportamento do pervertido seria, então, determinado pelo seu nível intelectual: enquanto as perversões dos com o "nível intelectual inferior" seriam impulsivas, brutais, praticadas sem rebuço, as dos "indivíduos de bom nível intelectual" seriam quase sempre astuciosas, dissimuladas, encobertas. Entre os atos mais frequentemente apontados como perversões, por se desviarem de forma mais grave do comportamento tido como normal do ponto de vista social, são atos tidos como desvios sexuais: sadismo, masoquismo, pedofilia, exibicionismo, voyeurismo, etc.
Na medicina sexual moderna, considera-se perversão quando o comportamento individual de excitação sexual somente se dá em resposta a objetos ou situações diferentes das tidas como normais, e quando esse comportamento interfere na capacidade do indivíduo de ter relações sexuais e/ou afetivas tidas como normais, dá-se o nome a essa disfunção de parafilia (KERNBERG, 1998).
Sabe-se que a masturbação também já foi considerada uma modalidade de perversão sexual no passado (FREUD, 1904; FOUCAULT, 1984).
Observe-se a relação entre os costumes, a organização social e o comportamento individual. Identifica-se modernamente, através da psiquiatria transcultural, uma via de mão dupla entre o evidente papel da cultura na construção da personalidade e da psicopatologia, a exemplo da patologia dos líderes na gênese de fenômenos coletivos (Adolf Hitler etc.) (ERIKSON, 1971; REICH, 1988) tais como: aceitação (legalização) de impulsos e personalidades sádicas adaptados à execução de tortura militar nas prisões (ou campos de concentração) ou a via de regra (instituição) do estupro de familiares dos inimigos (nas guerras étnicas sobretudo). A "regra" do estupro de criminosos sexuais nas prisões brasileiras é uma outra perversão mantida por aprovação de setores da sociedade e tolerância (?) de autoridades.
No código penal brasileiro até a lei 7.015/2009 alguns comportamentos considerados como perversão, juridicamente eram classificados como "Atentado ao pudor" e "Atentado violento ao pudor" quando alguns “tipos penais" foram modificados. A pedofilia, por exemplo no Brasil, atualmente enquadra-se no estupro de vulnerável. A transição dos folkways, mores, tabus na conduta moral dominante e norma jurídica ainda é um controverso tema da interdisciplina antropologia jurídica ou antropologia do direito

## Estrutura Psíquica e Comportamental
Na Psicanálise, perverso é toda pessoa que possui um modo de funcionamento psíquico baseado numa estrutura perversa. Ribeiro Filho, em breve artigo de revisão cita as colocações de Ferraz, 2002 (o.c.) e Janine Chasseguet-Smirgel quanto ao tema da perversão na obra de Freud, assinalando suas sucessivas e significativas alterações. Distinguiu três momentos essenciais dessa teorização. O primeiro modelo baseia-se no axioma: "a neurose é o negativo da perversão" publicado em "Três Ensaios sobre a Teoria da Sexualidade" (Sigmund Freud,1905). O segundo momento relaciona-se com a teoria do complexo de Édipo, núcleo das neuroses e também das perversões. Já o terceiro momento, define a parcialidade da castração simbólica (nomeada como recusa à castração dos neuróticos) como mecanismo essencial da perversão. Uma interpretação psicanalítica de determinado padrão comportamental, considerado ou não como crime, leva em consideração esse referencial freudiano, de suas contribuições, não necessariamente autoexcludentes como veremos.

## Usos sexuais

### Psicanálise
O conceito psicanalítico de "perverso" tem origem na obra de Freud, nos Três Ensaios Sobre a Teoria de Sexualidade, publicado em 1905. Nesta obra inicial Freud trata da perversão como desvio da conduta sexual que não visa a genitalidade. Inicialmente o termo era restrito ao comportamento homossexual, sado-masoquista, fetichista, entre outras modalidades de cópula que não se orientavam pela penetração peniano-vaginal.
Com o passar dos anos Freud começa a perceber que a escolha narcísica de objeto, ou seja, a escolha homossexual de objeto feita de maneira recorrente pelos homossexuais, pedófilos e fetichistas denunciavam um modo de funcionamento psíquico e discursivo diferente das neuroses e das psicoses. Na Introdução ao Narcisismo, ao discorrer sobre seus estudos onde a patologia do "amor próprio" começa a ficar claro a diferença que ele percebe em relação aos neuróticos e psicóticos.
A patologia neurótica se caracteriza pelo recalque (Verdrängung) do desejo durante o Complexo de Édipo. A somatização de conversão histérica, por exemplo, esta ligada a um desejo sexual que não foi satisfeito pelas vias normais.
Na patologia psicótica há uma rejeição (Verwergung) da realidade e do Complexo de Édipo. Os delírios, alucinações de depressões são uma tentativa frustrada de dar sentido e lógica a uma visão de mundo particular.
Já na patologia perversa o que ocorre é recusa (Verleugnung) da Castração Edipiana. O perverso não aceita ser submetido as leis paternas e, em conseqüência, as leis e normas sociais. Ele não rejeita a realidade e nem recalca os seus desejos. Ele escolhe se manter excluído do Complexo de Édipo e da alteridade e passa a satisfazer sua libido sexual consigo mesmos (narcisismo). Este é o motivo de todo o perverso ter uma escolha homossexual de objeto, sendo representado por ele mesmo em alguém do mesmo sexo ou do sexo oposto.
Foi Jaques Lacan que transformou esta opção de recusa da castração e da lei como estrutura psíquica singular a neurose e a psicose.
O conceito psicanalítico de perverso, é constituído na obra de Freud, nos Três Ensaios sobre a Teoria da Sexualidade, publicado em 1905, apesar de que Freud já havia utilizado o termo em 1896, na Carta 52, e em seus estudos contidos no Caso Dora (publicado em 1905, mas escrito originalmente em 1901). Nesta obra inicial Freud trata da perversão como desvio da conduta sexual que não visa a genitalidade. Toda criança, ao se autossatisfazer sexualmente, pode ser considerada perversa. Inicialmente o termo era restrito, no adulto, ao comportamento homossexual, sadomasoquista, fetichista, entre outras modalidades de cópula que não se orientavam pela penetração peniano-vaginal.
Com o passar dos anos Freud começa a perceber que a escolha narcísica de objeto, ou seja, a escolha homossexual de objeto feita de maneira recorrente pelos homossexuais, pedófilos e fetichistas denunciavam um modo de funcionamento psíquico e discursivo diferente das neuroses e das psicoses. Na Introdução ao Narcisismo, ao discorrer sobre seus estudos de patologia do "amor próprio", começou a ficar evidente a diferença entre as estruturas tipicamente narcisistas e os neuróticos e psicóticos.
Em 1919 Freud relaciona perversão e a relação edípica, nos textos Uma criança é espancada: Contribuição ao estudo da origem das perversões, A dissolução do complexo de Édipo, e A organização genital infantil: uma interpolação na teoria sexualidade. Nestes textos ainda não há uma indicação clara de um mecanismo específico que indique o caminho da perversão como uma estrutura. Aspectos da sexualidade perverso-polimorfa podiam estar presentes em qualquer estrutura, do doente ao normal, e por isso não poderia se definir por si só. O conceito de recusa aparece como um mecanismo normal da construção da sexualidade, que posteriormente é superado, a castração aceita e os desejos incestuosos, juntamente com os desejos de completude sucumbem ao recalque na "normalidade".
No texto Fetichismo de 1927 a recusa passa a ser entendida como um elemento permanente que, associado a cisão do ego (Spaltung), se tornam os mecanismos de defesa que marcam a estrutura perversa.
Em seu pequeno trabalho dedicado ao fetichismo Freud propõe que a chave desta forma de perversão se encontra justamente em uma duplicidade de atitudes diante da castração da figura materna: reconhecimento e repúdio a um só tempo. Ora, isto só é possível à custa de um processo dissociativo que, como torna-se evidente, incide no eu. Não se trata de uma degeneração ou incapacidade constitucional de síntese mas de um processo de defesa.
Foi Jacques Lacan, no seminário de 1956, que transformou a perversão como opção de recusa da castração e da lei como estrutura psíquica singular a neurose e a psicose.
Uma das principais contribuições para a psicanálise neofreudiana surge com Masud Khan em 1981. Ele analisa a perversão em termos de relação e não mais de pulsões. Seu trabalho trata da "relação perversa", em que o sujeito é alienado de si mesmo e do objeto de seu desejo. Ele adaptou o conceito marxista de alienação para o quadro de uma psicanálise fenomenológica, observando que tanto Freud quanto Marx marcam simultaneamente o pensamento ocidental ao revelar as alienações internas e externas que o homem faz de si mesmo. No caso da perversão a alienação é mais séria pois ele se relaciona com os objetos como se fossem uma "colagem interna" que lhe seria imposta, deixando o "outro" enquanto ser num estado de ausência. Essa seria a origem dos sintomas e do sofrimento do perverso. Ele também defende a ideia de que o perverso tem uma organização identitária e defensiva baseada num falso Self, ou seja, os perversos não sentem ou manifestam seus próprios desejos e necessidades. Uma mãe insuficientemente boa não respeitaria os tempos, vontades e necessidades do filho nos primeiros anos de vida. Ao limitar os gestos essenciais da criança para impor as próprias necessidades de tempo, comida, espaço, valores religiosos e projetos de vida, por exemplo, esta mãe coibiu a manifestação dos processos e experiências de subjetividade da criança (seu verdadeiro Self). Não podendo experimentar o mundo por si mesmo a criança passa a criar objetos idealizados para si, como a mãe por exemplo, e submeter seus gestos a vontade de outros (surgindo o falso Self defensivo contra os próprios desejos). O perverso, na infância, é o retrato dos desejos inconscientes desta mãe e por isso ele já entraria no Complexo de Édipo sendo perverso e predisposto a não aceitar a Lei paterna. A descrição dos processos perversos feita por Masud Khan questiona a posição de Freud e Lacan quanto ao surgimento da perversão durante o Complexo de Édipo. Outra posição contrária é que, para Khan, o perverso não busca "fazer o que ele deseja" sem se preocupar com os limites, como ensinam Freud e Lacan. Para este psicanalista os perversos, por serem constituídos de um falso Self, não podem "desejar". Só pode desejar algo quem sabe o que é e o que quer, ou seja, que tem um Self. O perverso se move pela inveja, ou seja, pelos desejos de outras pessoas. Os próprios desejos primevos recalcados pelo falso Self perturbam e os fazem essencialmente infelizes.

### Sexologia
Uma das primeiras aparições sobre o quadro de perversão na literatura especializada surge em 1806 com o psiquiatra Philippe Pinel sob o conceito de mania sem delírio. Este nome designava uma síndrome detectada pelos médicos medievais sob o rótulo de loucura moral. Neste diagnóstico estavam inscritos atos impulsivos e repetidos de destruição e mentiras patogênicas com a preservação da razão.
Foi na edição de Psychopathia Sexualis, feita pelo médico Krafft Ebing em 1886, que o termo perversão sexual surge nos diagnósticos médicos. Ebing faz uma longa classificação das perversões sexuais incluindo termos até hoje utilizados como o sadismo, o masoquismo, o fetichismo e a "sexualidade antipática" (referência ao que chamamos hoje de homossexualidade).
A patologia neurótica se caracteriza pelo recalque (Verdrängung) do desejo durante o Complexo de Édipo. A somatização de conversão histérica, por exemplo, esta ligada a um desejo sexual que não foi satisfeito pelas vias normais.
Na patologia psicótica há uma rejeição (Verwergung) da realidade social e do Complexo de Édipo. Os delírios, alucinações e depressões são uma tentativa frustrada de dar sentido e lógica a uma visão de mundo particular, isolada.
Já na patologia perversa o que ocorre é recusa (Verleugnung) da Castração Edipiana. O perverso não aceita ser submetido as leis paternas e, em consequência, as leis e normas sociais. Ele não rejeita a realidade e nem recalca os seus desejos. Ele escolhe se manter excluído do Complexo de Édipo e da alteridade e passa a satisfazer sua libido sexual consigo mesmos (narcisismo). Este é o motivo de todo o perverso ter uma escolha homossexual de objeto, sendo representado por ele mesmo em alguém do mesmo sexo ou do sexo oposto.
Em 1941 o termo psicopatia surge pela primeira vez na obra de Hervey Cleckley, A Máscara da Sanidade, sendo considerada uma das manifestações mais extremas da personalidade perversa. A psicopatia foi descrita através da excessiva manifestação de egocentrismo, incapacidade para o amor não narcísico, falta de remorso, vergonha ou culpa, tendência à mentira e à insinceridade, vida sexual impessoal, charme envolvente mas superficial, boa capacidade retórica, inclinação para se fazer de vítima e boa capacidade cognitiva sem comprometimento com a percepção da realidade.

## Características relacionais
Segundo os diversos estudiosos da perversão, alguns sintomas são frequentemente encontrados em pessoas com esta estrutura patológica:
- Simbolização flexível: Devido à sua subversão aos ditames sociais tidos como verdades, aplicáveis em contextos culturalmente determinados, o perverso percebe o mundo através de um descolamento parcial entre signo e significado, que, comparado à percepção simbólica restrita acometida aos neuróticos (e ainda mais restrita, no caso de pessoas estruturadas psicoticamente), lhe possibilita uma margem de percepção menos restrita aos discursos sociais (sejam dominantes ou alternativos), porém também o traz um incômodo com uma falta de proximidade em seus laços com outras pessoas, graças à falta de significado emocional de símbolos socialmente difundidos.
- Fetiche: Apesar do distanciamento entre signo e significado ser maior do que do neurótico, o perverso também possui emoções atreladas à simbolização, porém de forma muito mais concentrada, dada a escassez de símbolos emocionalmente significativos. Assim, frequentemente perversos concentram sua libido em um único, símbolo valorativo, que independe da pessoa que o carrega (pode ser uma característica de uma parte do corpo, algum adereço, cheiro, ou qualquer forma a ser percebida e atribuída valor). Há perversos que encontram restrição a um único símbolo atrelado à sua sexualidade e grande carga emocional, encontrando dificuldades para relacionar-se pessoalmente com a pessoa que carrega tal característica, mas também é possível uma flexibilidade aberta à ressignificação para uma ampla gama de formas perceptivas.
- Sedução: Graças à sua flexibilidade simbólica, não raro o perverso encontra-se distante das representações sociais que aproximam pessoas com um senso de união, o que o leva à possibilidade de utilizar-se de tais recursos sem envolver-se emocionalmente. Assim, diversas formas de comunicação com peso emocional, como a incitação sexual, o choro, a dependência financeira, perversos podem influenciar de forma que são percebidos em seus relacionamentos. Tal possibilidade é frequentemente (e as vezes compulsivamente) utilizada para satisfazer a necessidade que sentem de manutenção de sua organização fantasiosa de si e de mundo. Assim, grande parte de seus recursos psíquicos mobilizam-se para a manutenção de padrões de relacionamentos com um senso de controle, devido ao significativo terror que sentem quanto à movimentação autônoma do outro, que revive temores primordiais de serem controlados pelas expectativas e significações alheias que não respeitaram sua individualidade.
- Escolha narcísica de objeto: Um perverso procura estabelecer relações mais íntimas com aqueles que se assemelham com ele ou por quem ele tem inveja (ou seja, quer ser como). Sua escolha homossexual de objeto o leva a ter amor somente por si mesmo. Quase nunca leva em consideração os sentimentos e necessidades do outro. A escolha sexual, apesar de ser narcísica, não esta limitada à homossexualidade. Há perversos que mantém relações sexualmente heterossexuais mas, psiquicamente, homossexuais (no sentido de relacionar-se com seu próprio ego através do relacionamento com o outro). A opção homossexual também não se restringe a estrutura perversa podendo também aparecer nas psicoses, como bem observou Freud, Melanie Klein, Masud Khan e Lacan.
- Incômodos com a autoridade/moral/lei/ritual social: Perversos não reconhecem valor em autoridades, e por extensão, também não valorizam as leis e as verdades que tais autoridades ditam. Continuam, porém, com uma abertura simbólica e com uma percepção de realidade, o que os leva a uma incongruência interna, uma vez que significantes têm de ser transmitidos por alguém. Perversos, assim, se sentem desconfortáveis quanto à ambivalência apresentada pela autoridade (e autonomia) de um chefe, parceiro, juiz, policial, professor, pai, ou de qualquer outro papel social normativo. Quando acabam por aceitar uma ordem ou demanda, encontram-se com dificuldade para a execução, podendo distorcer ou sabotar uma tarefa, por não perceber sentido nela.

## Características psicossomáticas
Alguns sintomas recorrentes de saúde foram apontados por autores como Masud Khan e Otto Kernberg, que perceberam, ao longo de seus estudos com pacientes perversos, alguns sintomas recorrentes de saúde relacionados ao aparelho reprodutor apareciam como queixas. Estes problemas não se restringiam somente a doenças sexualmente transmissíveis, mas também feridas e desajustes hormonais, demonstrados especialmente por baixa contagem de esperma nos homens e inconsistência na ovulação nas mulheres.
Para os pós-reichianos, a exemplo de Federico Navarro, os problemas nos órgãos reprodutores são produzidos pelo fluxo de energia libidinal que, em relação com o sistema psíquico, produz sintomas que comprometem órgãos relacionados a fertilidade. A rejeição de se entregar verdadeiramente para uma pessoa, de ser solidário ou de ajudar o outro sem esperar um retorno pessoal encontram relação com um bloqueio energético específico nos níveis 3 e 7 de seu sistema.